# Kurt Magnus
Kurt Magnus (Magdeburgo, 8 de septiembre de 1912 - Múnich, 12 de diciembre de 2003) fue un científico alemán que trabajó en el campo de la ingeniería mecánica, contribuyendo al desarrollo de la teoría de giróscopos y dinámica de sistemas multicuerpo.

## Biografía
Entre 1966 y 1980 fue profesor catedrático de Mecánica en la Universidad Técnica de Múnich. Presidió el primer Simposio de IUTAM sobre dinámica de sistemas multicuerpo en Múnich en 1977.